# Jean-Pierre Adams
Jean-Pierre Adams (ur. 10 marca 1948 w Dakarze, zm. 6 września 2021 w Nîmes) – francuski piłkarz senegalskiego pochodzenia, grający na pozycji środkowego obrońcy. Dwudziestodwukrotny reprezentant Francji – jego dobrze zapowiadającą się karierę przerwały kontuzje.
Od 1982 przez 39 lat pozostawał w stanie śpiączki.

## Kariera klubowa
Adams zaczął seniorską karierę w 1967, grając w amatorskim klubie Entente BFN na pozycji napastnika. Z klubem dwukrotnie został mistrzem Francji amatorów. W 1970 podpisał kontrakt z Nîmes Olympique, grającym w Première Division. W 1973 dołączył do OGC Nice w którym grał przez 4 sezony. W 1977 podpisał kontrakt z Paris Saint-Germain.
Po pełnym kontuzji sezonie 1979/1980 w FC Mulhouse, grającym w Deuxième Division, Adams przeniósł się do amatorskiego klubu FC Chalon. W roku 1981, zdecydował się zakończyć karierę w wieku 33 lat.

## Kariera reprezentacyjna
15 czerwca 1972 Adams zadebiutował w reprezentacji Francji w nieoficjalnym meczu towarzyskim przeciwko afrykańskiej jedenastce, wybranej przez Afrykańską Konfederację Piłkarską. Jego pierwszy występ w oficjalnym meczu miał miejsce 13 października tego samego roku, w wygranym 1:0 meczu ze Związkiem Radzieckim w eliminacjach do Mistrzostw Świata FIFA 1974.
1 września 1976, w towarzyskim spotkaniu z Danią, po raz ostatni zagrał w kadrze. Podczas występów w reprezentacji, najczęściej tworzył parę stoperów z Mariusem Trésorem, której nadano przydomek Czarna straż (fr. La garde noire).

## Życie prywatne
Od kwietnia 1969 żonaty z Bernadette'ą. Mieli dwóch synów – Laurenta (ur. 1969) i Frédérica (ur. 1976).
Po zerwaniu więzadła był hospitalizowany z powodu operacji w dniu 17 marca 1982, w szpitalu Édouard Herriot w Lyonie. Po błędzie popełnionym przez anestezjologa doznał skurczu oskrzeli, który pozbawił mózg tlenu i zapadł w śpiączkę, w której pozostał przez 39 lat, aż do swojej śmierci 6 września 2021.